# Richvald
Richvald – wieś (obec) na Słowacji położona w kraju preszowskim, w powiecie Bardejów. Pierwsze wzmianki o miejscowości pochodzą z roku 1355.
Według danych z dnia 31 grudnia 2010, wieś zamieszkiwało 981 osób, w tym 492 kobiety i 489 mężczyzn.
W 2001 roku względem narodowości i przynależności etnicznej miejscowość zamieszkiwali wyłącznie Słowacy.
Ze względu na wyznawaną religię struktura mieszkańców kształtowała się w 2001 roku następująco:
- Katolicy rzymscy – 25%
- Grekokatolicy – 0,60%
- Ewangelicy – 72,31%
- Prawosławni – 0,10%
- Husyci – %
- Ateiści – 0,40%
- Przedstawiciele innych wyznań – 0,10%
- Nie podano – 0,20%